# Gónnoi
Gónnoi är en ort i Grekland.   Den ligger i prefekturen Nomós Larísis och regionen Thessalien, i den centrala delen av landet, 230 km nordväst om huvudstaden Aten. Gónnoi ligger 118 meter över havet och antalet invånare är 2 113.
Terrängen runt Gónnoi är kuperad åt sydväst, men åt nordost är den bergig. Runt Gónnoi är det mycket glesbefolkat, med 7 invånare per kvadratkilometer. Närmaste större samhälle är Ampelóna, 16,0 km sydväst om Gónnoi. == Kommentarer ==
1. ↑  Framräknat ur variansen i alla höjduppgifter (DEM 3") från Viewfinder Panoramas, inom 10 km radie.[2] Mer om algoritmen finns här: Användare:Lsjbot/Algoritmer.